# Giovanni Battista Rinuccini
Giovanni Battista Rinuccini (Firenze, 17 settembre 1592 – Fermo, 13 dicembre 1653) è stato un arcivescovo cattolico e diplomatico italiano, al servizio dello Stato della Chiesa.

## Formazione e primi incarichi
Apparteneva alla famosa famiglia patrizia fiorentina dei Rinuccini, mentre sua madre, Virginia di Pier Antonio Bandini, fu sorella del cardinale Ottavio Bandini. Fu educato dai gesuiti a Roma, poi studiò diritto canonico e civile presso le università di Bologna, Perugia e Pisa.
Ordinato sacerdote nel 1624, iniziò una promettente carriera di avvocato canonista nei tribunali ecclesiastici; si distinse anche nelle lettere, tanto da essere ammesso nell'Accademia della Crusca. Si recò a Roma, al servizio dello zio, ma qui una febbre (forse la malaria) gli compromise irrimendiabilmente la salute. Fu poi nominato cameriere da Gregorio XV e infine lo zio, il cardinale Ottavio Bandini, lo raccomandò per l'arcidiocesi di Fermo, allora vacante.

## Arcivescovo di Fermo
Rapidamente Rinuccini fu ordinato sacerdote e ricevette una speciale dispensa per diventare arcivescovo di Fermo, abbreviando ogni termine previsto per il cursus ecclesiastico: fu ordinato arcivescovo nell'ottobre del 1625.
Nonostante le modalità della sua elezione, si dimostrò profondamente impegnato per il benessere del popolo di Fermo e rifiutò, nel 1631, l'offerta della più prestigiosa arcidiocesi di Firenze.

## La missione irlandese
Rinuccini, nonostante la mancanza di esperienza diplomatica, nel marzo del 1645 fu nominato da Innocenzo X nunzio apostolico in Irlanda, presso la Confederazione che i rivoltosi cattolici avevano promosso, nel quadro di quelle che si chiamarono guerre confederate irlandesi.
Egli succedette ad un precedente nunzio, Pierfrancesco Scarampi. Durante il viaggio verso l'Irlanda passò per Parigi, dove trascorse diversi mesi nel vano tentativo di alleviare le tensioni tra il governo del cardinale Mazzarino e la Santa Sede.
Infine salpò per l'Irlanda nel settembre del 1645. Dopo un viaggio avventuroso, durante il quale la sua nave fu inseguita da navi da guerra inglesi e portata fuori rotta da tempeste, Rinuccini fu ricevuto con grande pompa e onore nella capitale della Confederazione, Kilkenny, il 12 novembre 1645. Dichiarò che la sua missione era mirata anche al sostegno del re Carlo I contro il Parlamento inglese, ma che il suo obiettivo principale era quello di garantire il libero e pubblico esercizio della religione cattolica e il restauro di chiese e proprietà ecclesiastiche.

### Obbiettivi politico-religiosi
Rinuccini aveva inviato in anticipo armi e munizioni. Dodici giorni dopo il suo arrivo giunse un nuovo carico. Tali forniture diedero un enorme contributo all'influenza del Rinuccini nella politica interna della Confederazione, perché il Nunzio utilizzò il denaro e le armi per specifici progetti militari di proprio interesse, invece di consegnarli al governo confederato, o Supremo Consiglio.
Rinuccini era infatti giunto in Irlanda mentre erano in corso complesse trattative tra i "confederati" e il rappresentante protestante del re, duca di Ormonde. Il re sperava di ottenere una tregua con i confederati, al fine di reclutare soldati irlandesi per la lotta contro i "parlamentari" in Inghilterra: aveva anche autorizzato il conte di Glamorgan a condurre trattative segrete promettendo concessioni aggiuntive per i cattolici irlandesi.
Rinuccini aderì ai negoziati nel tentativo di ottenere da Glamorgan ulteriori concessioni: dichiarava infatti di puntare alla formazione di uno stato cattolico indipendente in Irlanda.
In particolare, il Nunzio voleva l'assicurazione che le chiese protestanti e le terre conquistate nella ribellione sarebbero restate in mani cattoliche, coerentemente con quanto avvenne in zone controllate dai cattolici durante la Guerra dei Trent'anni e può essere vista come parte della più ampia Controriforma in Europa. Il Nunzio aveva anche fantasiose speranze di utilizzare l'Irlanda come base per ristabilire il cattolicesimo in Inghilterra.
Tuttavia la missione del conte di Glamorgan si concluse nella massima confusione quando le sue istruzioni segrete furono rivelate nel Parlamento inglese e Ormonde lo denunciò come traditore per evitare qualsiasi sospetto su sé stesso o sul re.
Rinuccini aveva anche esortato il Consiglio supremo Confederato ad adottare il trattato negoziato con il papa a Roma da sir Kenelm Digby a nome della regina Enrichetta Maria (regina - consorte di Carlo I), piuttosto che proseguire i negoziati con Ormonde, ma il Consiglio concluse un trattato noto come la Prima pace di Ormond nel marzo del 1646.

### Le fazioni irlandesi
Il Consiglio supremo della Confederazione era dominata dai ricchi magnati latifondisti, prevalentemente di origine Old English, che erano ansiosi di giungere a un accordo con la monarchia degli Stuart che garantisse loro la proprietà della terra, pieni diritti civili per i cattolici, e tolleranza per il cattolicesimo. Tuttavia, ad essi si opposero molti all'interno della Confederazione, che volevano condizioni migliori, compreso l'autogoverno per l'Irlanda, l'annullamento delle confische delle terre volute dagli Old English e l'istituzione del cattolicesimo come religione di Stato.
L'influenza di Rinuccini sui "confederati" era stata rafforzata con il denaro, le armi e le munizioni fornite dal Vaticano e da donatori cattolici di tutta Europa. Tali forniture consentirono ai confederati di dotare convenientemente gli eserciti del Leinster e dell'Ulster per la prima volta nella guerra. Nel giugno 1646, l'esercito dell'Ulster, sotto il comando di Owen Roe O'Neill inflisse una grave sconfitta ai britannici nella battaglia di Benburb; il mese successivo, il comandante del Leinster, Thomas Preston, catturò i castelli di Roscommon e Bunratty.

### Opposizione allaPace di Ormonde
Queste vittorie convinsero Rinuccini che i "confederati" sarebbero stati in grado di conquistare l'intera Irlanda, mentre nel corso delle trattative era stata concessa solo la pratica privata del cattolicesimo. Sostenendo che era stato deliberatamente ingannato, Rinuccini pubblicamente dichiarò la sua opposizione alla Pace di Ormonde, che fu proclamata a Dublino il 30 luglio. Nel mese di agosto, Rinuccini convocò un sinodo a Waterford, dove denunciò il trattato e, con il sostegno del clero cattolico, pronunciò una sentenza di scomunica a tutti i confederati che avessero continuato a favorirla. Rinuccini tornò a Kilkenny nel mese di settembre, con il sostegno militare dei leader confederati, i generali O'Neill e Preston. La Pace di Ormonde fu dichiarata nulla e i membri del Consiglio Supremo che la sostenevano furono incarcerati. Fu eletto un nuovo Consiglio supremo, con Rinuccini in qualità di Presidente.
Sotto Rinuccini, il Consiglio ordinò un immediato attacco a Dublino con l'azione congiunta degli eserciti del Leinster e dell'Ulster, ma la campagna fallì a causa della diffidenza reciproca tra O'Neill e Preston. L'abbandono dell'assedio di Dublino nel novembre 1646 fu dannoso per l'influenza e il prestigio di Rinuccini. Anche se l'Assemblea generale che si riunì a Kilkenny nel gennaio 1647 confermò il rigetto della Pace di Ormonde, Rinuccini rinunciò alla presidenza del Consiglio Supremo.
Nel corso del 1647 il Consiglio supremo tentò di attuare una politica più moderata, ma continuò a disconoscere il trattato di pace: perciò il duca di Ormond e si rivolse al Parlamento inglese e trasferì a Dublino forze inglesi (agosto 1647). Ne seguirono due sconfitte devastanti per i confederati del Leinster e del Munster: a Dungan's Hill (agosto 1647) e a Knocknanuss (novembre 1647).

### Sconfitta e ritirata
Rinuccini sperava ancora di risollevare la Confederazione con ulteriori finanziamenti da parte del Vaticano, ma essi arrivarono troppo tardi e non furono sufficienti a influenzare il corso degli eventi.
La dirigenza confederata tentava frettolosamente di concludere un nuovo accordo con i realisti inglesi, per evitare la conquista "parlamentare" di Irlanda. Anche se i termini di questo secondo trattato erano migliori del primo, l'arcivescovo si oppose con forza alle trattative dei confederati con Lord Inchiquin nella primavera del 1648 e dichiarò che ogni membro del Consiglio Supremo che avesse sostenuto la Tregua di Inchiquin sarebbe stato scomunicato.
Tuttavia, in questa occasione, il clero cattolico si divise sull'accettazione dell'accordo.
Il Nunzio cercò invano di ripetere il suo successo del 1646, grazie alla scomunica di coloro che sostenevano la pace: i vescovi irlandesi si divisero in merito alla questione e così l'autorità di Rinuccini scemò.
La maggior parte dei generali confederati sostennero il trattato, ma O'Neill rimase fedele a Rinuccini. Una guerra civile all'interno della Confederazione scoppiò quando O'Neill dichiarò guerra al Consiglio supremo e portò l'esercito dell'Ulster contro Kilkenny. Tuttavia, a O'Neill mancavano le risorse per raggiungere una vittoria decisiva e Rinuccini non fu in grado di unire il clero nell'opposizione al Consiglio supremo. Nel settembre del 1648, Ormonde tornò in Irlanda e iniziò i negoziati per un nuovo trattato tra i confederati e i realisti inglesi che, in ultima analisi, portò allo scioglimento della Confederazione.
Malato e scoraggiato, Rinuccini lasciò l'Irlanda nel febbraio del 1649.

### Conseguenze della Nunziatura
Sul piano militare, Owen Roe O'Neill non fu in grado di invertire l'equilibrio politico. Nello stesso anno 1649, Oliver Cromwell guidò la riconquista dell'isola da parte degli inglesi "parlamentari", in seguito alla quale il cattolicesimo fu duramente represso. La pratica del cattolicesimo fu vietata, i terreni di proprietà di cattolico-irlandese furono confiscati in massa e tutti i sacerdoti cattolici catturati furono giustiziati.
In conclusione, a parte alcuni successi militari come la Battaglia di Benburb, il principale risultato degli sforzi di Rinuccini è stato quello di aggravare le lotte tra fazioni all'interno della confederazione irlandese, che facilitarono la sconfitta.

### Autodifese e accuse
Rinuccini tornò a Roma, dove scrisse un ampio resoconto della sua azione in Irlanda: in esso conto imputa la sconfitta alla vanagloria e alle divisioni tribali, cause della disunione tra i cattolici in Irlanda. In particolare, egli cita il tradimento degli Old English come ragione della sconfitta cattolica. Gli irlandesi gaelici, egli scrive, pur essendo meno civilizzati, sono cattolici più sinceri.
Il Papa criticò il suo comportamento in Irlanda e successivamente autorizzò l'assoluzione di molti di coloro che egli aveva scomunicato.
Rinuccini incaricò due frati cappuccini irlandesi, Richard O'Ferrall e Robert O'Connell, di compilare il resoconto della sua missione in Irlanda, che divenne noto come Commentarius Rinuccinianus.

## Ritorno a Fermo
Tornò a Fermo nell'agosto 1650, ma la sua fragile salute peggiorò dall'anno successivo. Morì nel dicembre del 1653 e fu sepolto nella Cattedrale di Fermo.

## Opere letterarie
Rinuccini scrisse anche una serie di opere tra cui libri di filosofia, retorica, storia e geografia. Pur considerando i suoi scritti religiosi come le sue opere più importanti, il libro più popolare di Rinuccini fu Il Cappuccino Scozzese, (1644) una vita romanzata del frate scozzese George Leslie.

## Genealogia episcopale e successione apostolica
La genealogia episcopale è:
- Cardinale Juan Pardo de Tavera
- Cardinale Antoine Perrenot de Granvelle
- Cardinale Francisco Pacheco de Villena
- Papa Leone XI
- Cardinale Ottavio Bandini
- Arcivescovo Giovanni Battista Rinuccini

La successione apostolica è:
- Vescovo Talento de' Talenti (1640)
- Vescovo Patrick Plunkett, O.Cist. (1648)
- Vescovo Robert Barry (1648)
- Vescovo Boetius Egan, O.F.M. (1648)
- Vescovo Terence Albert O'Brien, O.P. (1648)
- Vescovo Anthony MacGeoghegan, O.F.M. (1648)
- Vescovo Walter Lynch (1648)
- Vescovo Andrew Lynch (1648)
- Vescovo Arthur Magennis, O.Cist. (1648)
- Vescovo Olivier Darcy, O.P. (1648)